# Nirvanoides amboinensis
Nirvanoides amboinensis är en insektsart som beskrevs av Baker 1923. Nirvanoides amboinensis ingår i släktet Nirvanoides och familjen dvärgstritar. Inga underarter finns listade i Catalogue of Life.